# Жоку, Энрике
Энрике Жоку (порт. Henrique Jocú; род. 9 сентября, 2001, Бисау, Гвинея-Бисау) — португальский футболист, полузащитник израильского клуба «Хапоэль» (Тель-Авив).

## Клубная карьера
Воспитанник лиссабонской «Бенфики». 25 ноября 2020 года дебютировал за дублирующий состав «Бенфики» в матче второй лиги Португалии против «Кова-да-Пиедади», выйдя на замену вместо Энрике Араужу на 55-й минуте.
В июле 2021 года перешёл в «Портимоненсе», подписав трёхлетний контракт до середины 2024 года. 1 августа 2021 года дебютировал за клуб в матче 2-го раунда Кубка португальской лиги против «Боавишты». 8 августа дебютировал в чемпионате Португалии в гостевом матче с «Виторией». В дебютном сезоне сыграл 11 матчей в чемпионате. В сезоне 2022/23 сыграл 14 матчей в чемпионате, в основном выходя на замену.
15 июля 2023 года стал игроком клуба «Фейренсе». 23 июля дебютировал за клуб в матче Кубка португальской лиги против «Лейшойнша». 27 апреля 2024 года забил дебютный гол за «Фейренсе» в чемпионате, отличившись в матче с «Маритиму». В первом сезоне во всех турнирах сыграл 29 матчей и забил 2 гола. «Фейренсе» в чемпионате занял 16 место, но через стыковые матчи сохранил прописку во второй лиге.
В феврале 2025 года перешёл в израильский «Хапоэль» из Тель-Авива, подписав контракт на полтора года.

## Карьера в сборной
Играл за сборные Португалии до 15, 16, 17, 18 и 19 лет.

## Статистика выступлений
| Клуб                | Сезон            | Лига | Лига | Кубок | Кубок | Прочие | Прочие | Итого | Итого |
| Клуб                | Сезон            | Игры | Голы | Игры  | Голы  | Игры   | Голы   | Игры  | Голы  |
| ------------------- | ---------------- | ---- | ---- | ----- | ----- | ------ | ------ | ----- | ----- |
| Бенфика B           | 2020/21          | 1    | 0    | —     | —     | —      | —      | 1     | 0     |
| Бенфика B           | Итого            | 1    | 0    | —     | —     | —      | —      | 1     | 0     |
| Портимоненсе        | 2021/22          | 11   | 0    | 1     | 0     | —      | —      | 12    | 0     |
| Портимоненсе        | 2022/23          | 14   | 0    | 2     | 0     | —      | —      | 16    | 0     |
| Портимоненсе        | Итого            | 25   | 0    | 3     | 0     | —      | —      | 28    | 0     |
| Фейренсе            | 2023/24          | 25   | 2    | 2     | 0     | 2      | 0      | 29    | 2     |
| Фейренсе            | 2024/25          | 14   | 0    | 0     | 0     | —      | —      | 14    | 0     |
| Фейренсе            | Итого            | 39   | 2    | 2     | 0     | 2      | 0      | 43    | 2     |
| Хапоэль (Тель-Авив) | 2024/25          | 7    | 0    | 1     | 1     | —      | —      | 8     | 1     |
| Хапоэль (Тель-Авив) | Итого            | 7    | 0    | 1     | 1     | —      | —      | 8     | 1     |
| Всего за карьеру    | Всего за карьеру | 72   | 2    | 6     | 1     | 2      | 0      | 80    | 3     |